# Nhà máy thủy điện Đa Nhim
Nhà máy thủy điện Đa Nhim là công trình thủy điện xây dựng trên sông Đa Nhim tại vùng đất thị trấn D'Ran huyện Đơn Dương tỉnh Lâm Đồng và xã Lâm Sơn huyện Ninh Sơn tỉnh Ninh Thuận, Việt Nam .
Thủy điện Đa Nhim có công suất lắp máy 160 MW với 4 tổ máy, khởi công tháng 4/1961, hoàn thành tháng 12/1964.
Đây là công trình thủy điện đầu tiên và nằm ở nấc thang trên cùng, khai thác tiềm năng thủy điện của hệ thống sông Đồng Nai, nằm giáp ranh giữa tỉnh Lâm Đồng và Ninh Thuận.
Dự án mở rộng thủy điện Đa Nhim nâng tổng công suất lắp máy lên 240 MW. Dự án lắp đặt thêm 1 tổ máy 80 MW, khởi công tháng 12/2015 , đến tháng 12/2018 đã hòa lưới thành công và sản lượng điện khoảng 99 triệu kWh/năm.

## Lịch sử
Từ năm 1938, người Pháp đã quan tâm đến việc xây dựng một nhà máy thủy điện ở Krôngpha để tận dụng sức nước từ sông Đa Nhim. Ngày 5 tháng 6 năm 1938, quan toàn quyền Decoux dẫn một phái đoàn lên Dran để khảo sát việc xây dựng thủy điện.
Nhà máy thủy điện Đa Nhim được khởi công xây dựng vào tháng 4 năm 1961 đến tháng 12 năm 1964 dưới thời kỳ Đệ nhất cộng hòa với sự tài trợ của Chính phủ Nhật Bản (Đúng ra là đền bù chiến tranh theo Hiệp định Hòa bình tại San Fracisco tháng 9/1951). Nhà máy có tổng công suất thiết kế lắp đặt là 160 MW gồm 4 tổ máy, sản điện lượng bình quân hàng năm khoảng 1 tỷ kWh. Tuy nhiên theo thời gian, các thiết bị và đường dây của nhà máy cũ dần khiến cho nó không thể hoạt động với đầy đủ công suất thiết kế. Năm 1996, Chính phủ Việt Nam quyết định xuất 66,54 triệu USD để cải tạo lại thiết bị và đường dây trong đó có 1069,2 tỷ VND (48,6 triệu USD) là vốn vay ưu đãi từ Nhật Bản, 2,9 triệu USD là vốn đối ứng trong nước, còn lại là của các nhà tài trợ quốc tế khác.. Thủy điện Đa Nhim cũng là nhà máy thủy điện đầu tiên của Việt Nam với tư cách một quốc gia độc lập, đánh dấu sự phát triển mới trong nền công nghiệp điện lực của nước nhà.

## Thiết kế
Tại chỗ hợp lưu của sông Krông Lét vào sông Đa Nhim ở thị trấn Đơn Dương tỉnh Lâm Đồng, người ta xây hồ Đa Nhim, ở độ cao trên 1000 m so với mực nước biển, rộng 11–12 km² và dung tích là 165 triệu m³ nước để cung cấp nước cho nhà máy. Đập ngăn nước của hồ dài gần 1500 m, cao gần 38 m, đáy đập rộng 180 m, mặt đập rộng 6 m. Ở đáy hồ có một đường hầm thủy áp dài 5 km xuyên qua lòng núi nối tới hai ống thủy áp bằng hợp kim dốc 45°, dài 2040 m và đường kính trên 1 m mỗi ống.
Nước từ hồ Đa Nhim theo hệ thống thủy áp này đổ xuống tới nhà máy phát điện với 4 tuốc bin ở sông Krông Pha (sông Pha) ở độ cao 210 m.

## Chức năng
Nhà máy cung cấp điện cho các tỉnh Lâm Đồng, Ninh Thuận, Bình Thuận và Khánh Hòa thông qua các đường dây 110 kV và hòa vào hệ thống quốc gia thông qua đường dây 230 kV. Đồng thời, nước từ thủy điện Đa Nhim cung cấp mỗi năm hơn 550 triệu m³ nước phục vụ tưới tiêu cho hơn 20.000 ha đất canh tác của tỉnh Ninh Thuận, vốn là một tỉnh có lượng mưa trung bình hàng năm thấp nhất Việt Nam.

## Quản lý
Quản lý Nhà máy thủy điện Đa Nhim là Công ty Thủy điện Đa Nhim - Hàm Thuận - Đa Mi (Theo Quyết định số 18/2005/QĐ-BCN ngày 30 tháng 3 năm 2005 của Bộ Công nghiệp Việt Nam).

## Thủy điện liên quan
Thủy điện Sông Pha có công suất lắp máy 7,5 MW với 5 tổ máy, được xây dựng từ những năm 1992-1994, hoạt động "tận dụng thủy năng của nguồn nước xả sau khi chạy máy Thủy điện Đa Nhim" .